# جاي كامبل وايت
جاي كامبل وايت (بالإنجليزية: J. Campbell White)‏ هو أكاديمي أمريكي، ولد في 31 مارس 1870 في ووستير في الولايات المتحدة، وتوفي في 24 مارس 1962 في مونرو في الولايات المتحدة.